# Griffon de aponte de pelo duro
Griffon de aponte de pelo duro[Nota] (em francês:  Griffon de aponte de pêlo duro) é uma raça deselvolvida pelo criador holandês Eduard Korthls através de cruzamentos entre cães de tiro holandeses, bracos alemães, grifons franceses e cães ingleses. De adestramento quassificado como moderado e considerado exímio trabalhador multifuncional, foi o primeiro desta categoria - cão de tiro europeu multifuncional - a ser reconhecido nos Estados Unidos. Devido a sua relativa popularide, sua raridade permanece um mistério.